# Kostjukovius
Kostjukovius is een geslacht van vliesvleugeligen uit de familie Eulophidae. De wetenschappelijke naam van dit geslacht is voor het eerst geldig gepubliceerd in 1991 door Graham.

## Soorten
Het geslacht Kostjukovius omvat de volgende soorten:
- Kostjukovius grahami LaSalle, 1994
- Kostjukovius keralensis Narendran, 2007
- Kostjukovius platycephalae (Kostjukov, 1978)